# Billie Zöckler
Sybille  „Billie“ Zöckler (* 18. Januar 1949 in Celle; † 18. Oktober 2019 in München) war eine deutsche Schauspielerin.

## Leben
Nach ihrer Ausbildung am Münchner Prozessionstheater bei Alexeij Sagerer begann Zöckler dort ihre Karriere und beim Theaterkollektiv Rote Rübe, am Stadttheater Basel und an anderen Bühnen. 1982 setzte der Regisseur Helmer von Lützelburg die 1,54 m große Schauspielerin in seinen Komödien Die Nacht des Schicksals und Neonstadt – Episode Star erstmals im Film ein.
Bekannt wurde Billie Zöckler 1984 als Mimi Schrillmann in der Satire Im Himmel ist die Hölle los. Es folgten weitere Rollen, so in der Serie Kir Royal als Sekretärin Edda Pfaff. Sie erhielt dafür den Förderpreis der Stadt München für Darstellende Künste.
Doris Dörrie besetzte sie 1989 als tollpatschige Bankräuberin Carmen in der Komödie Geld, in Xaver Schwarzenbergers Literaturverfilmung Beim nächsten Mann wird alles anders war sie als Birgit Döpp zu sehen. Danach spielte Billie Zöckler auch in französischen und italienischen Produktionen.
2015 spielte Zöckler in Eric Dean Hordes’ Fantasy-Horrorkomödie Goblin – Das ist echt Troll neben Helmut Krauss und Katy Karrenbauer die Rolle der Tipi. Veröffentlicht wurde der Film erst 2019. Ebenfalls 2019 stand Zöckler erneut für den Regisseur Hordes für die Dramedy-Serie Patchwork Gangsta neben Stefan Mocker und Santiago Ziesmer vor der Kamera.
Zöckler litt an einer Chronisch obstruktiven Lungenerkrankung (COPD) und beging im Oktober 2019 in ihrer Wohnung in Schwabing im Alter von 70 Jahren Suizid.

## Filmografie (Auswahl)
- 1982: Die Nacht des Schicksals
- 1982: Neonstadt
- 1984: Im Himmel ist die Hölle los / Hullygully in Käseburg
- 1985: Münchener Freiheit (Fernsehserie)
- 1986: Kir Royal (Fernsehserie)
- 1988: Eichbergers besondere Fälle (Fernsehserie)
- 1989: Giovanni oder die Fährte der Frauen
- 1989: Reporter (Fernsehserie)
- 1989: Geld
- 1989: Beim nächsten Mann wird alles anders
- 1990: Der neue Mann (Fernsehfilm)
- 1991: Go Trabi Go
- 1991: Keep on Running
- 1992: Glückliche Reise – Bali (Fernsehreihe)
- 1992: Tücken des Alltags (Fernsehserie)
- 1992: Ein Heim für Tiere (Fernsehserie, eine Folge)
- 1992: Alles Lüge
- 1992: Der Unschuldsengel
- 1992: Zwei Schlitzohren in Antalya (Fernsehserie)
- 1993: Die Kinderklinik (Fernsehserie)
- 1994: Der Ring des Drachen
- 1995–1996: Alle meine Töchter (Fernsehserie)
- 1996: Unser Lehrer Doktor Specht (Fernsehserie)
- 1996: Dem Himmel ganz nah (Fernsehserie)
- 1998: Liebling Kreuzberg (Fernsehserie: Der einzige Ehrliche)
- 1998: Supersingle
- 1998: Geschichten aus dem Leben (Fernsehserie)
- 1998: Die Kinderklinik (Fernsehserie)
- 1999: Geliebte Gegner (Fernsehfilm)
- 1999: Comeback für Freddy Baker
- 1999: Hotel Mama – Mama auf der Flucht (Fernsehserie)
- 1999: Midsommar Stories
- 2000: Die Ehre der Strizzis (Fernsehfilm)
- 2000: Liebe und andere Lügen
- 2000: Ein Scheusal zum Verlieben
- 2001: Weihnachtsbier
- 2001: Der Doc – Schönheit ist machbar (Fernsehserie)
- 2002: Bibi Blocksberg
- 2003: SOKO 5113 (Fernsehserie): Alles Tarnung
- 2003: Das bisschen Haushalt (Fernsehfilm)
- 2004: Der Bulle von Tölz: Krieg der Sterne (Fernsehserie)
- 2005: SOKO 5113 (Fernsehserie): Comeback
- 2005: Die Rosenheim-Cops – Der Kaiser ist tot (Fernsehserie)
- 2007: Die Zeit, die man Leben nennt
- 2007: Forsthaus Falkenau (Fernsehserie)
- 2009: Nichts als Ärger mit den Männern (Fernsehfilm)
- 2009: Wickie und die starken Männer
- 2012: Wer’s glaubt wird selig
- 2012: SOKO Wien: Verschollen (Fernsehserie)
- 2014: Aktenzeichen XY … ungelöst (Fernsehreihe)
- 2014: Landauer – Der Präsident (Fernsehfilm)
- 2015: Weihnachts-Männer (Fernsehfilm).
- 2019: Dahoam is Dahoam
- 2019: Patchwork Gangsta (YouTube-Serie)
- 2019: Club der einsamen Herzen (Fernsehfilm)
- 2019: Goblin – Das ist echt Troll